# Ende Gelände 2016

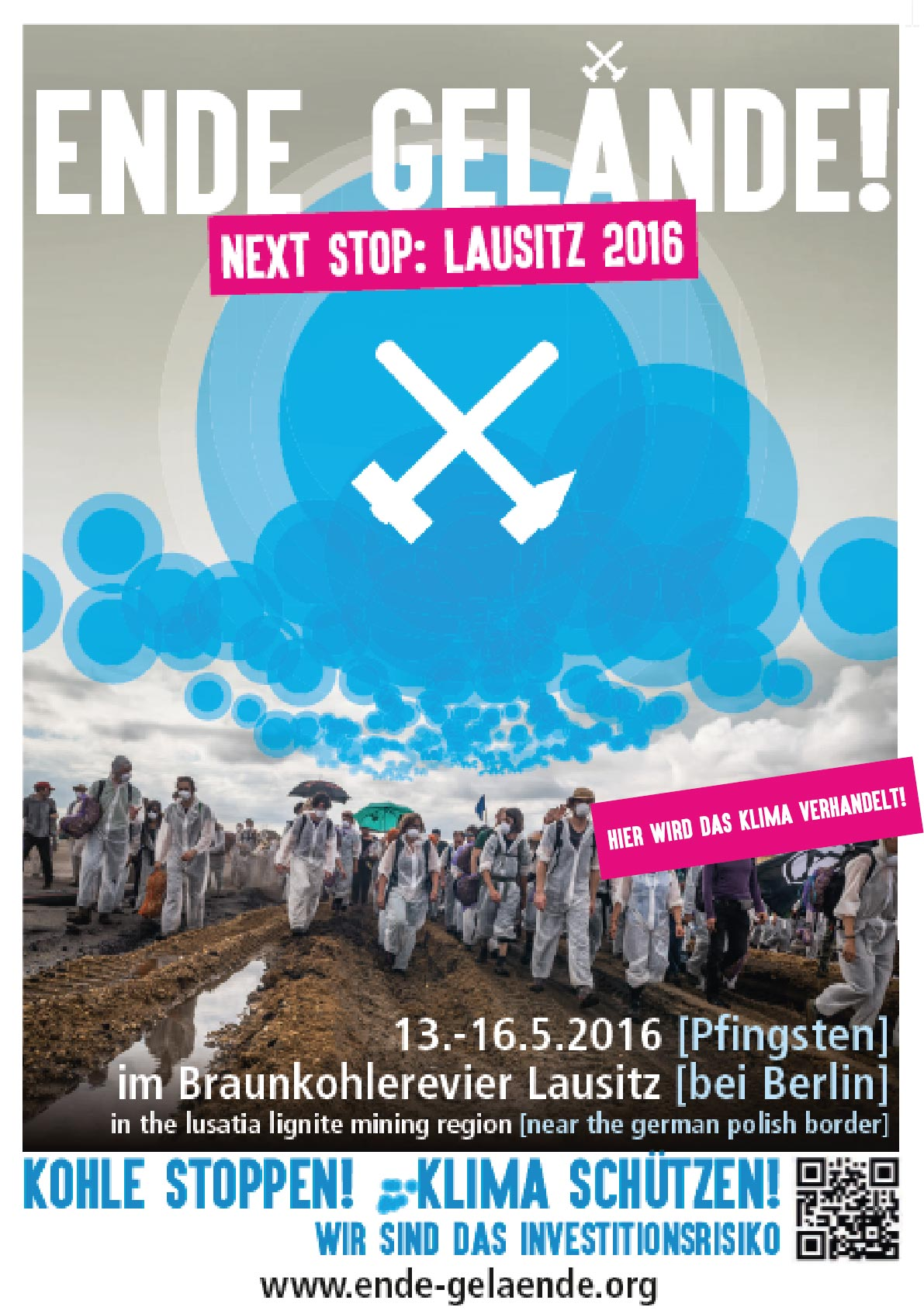
Militants écologistes bloquant la mine de charbon pendant Ende Gelände 2016.

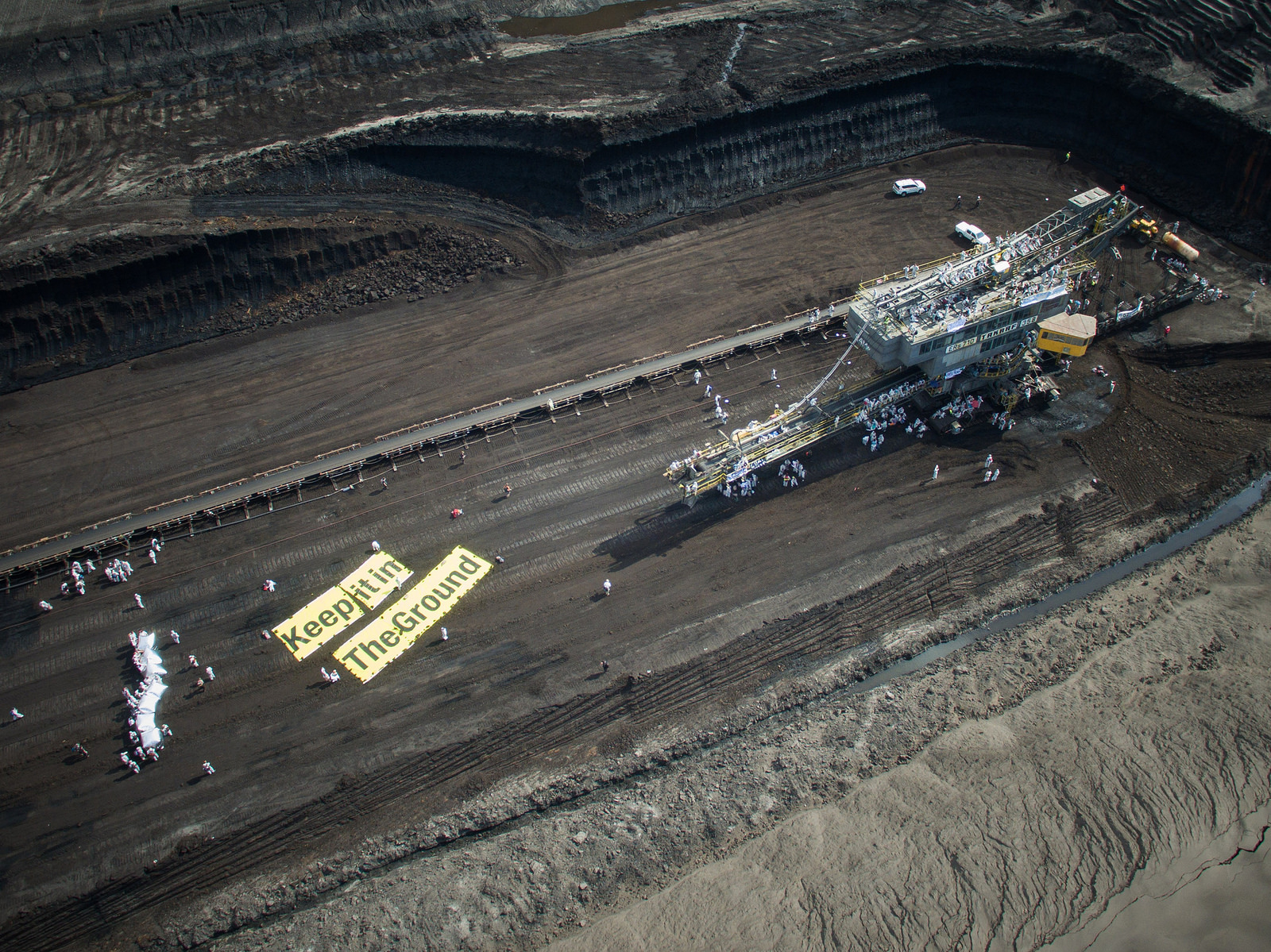
Militants écologistes bloquant la mine de charbon pendant Ende Gelände 2016.

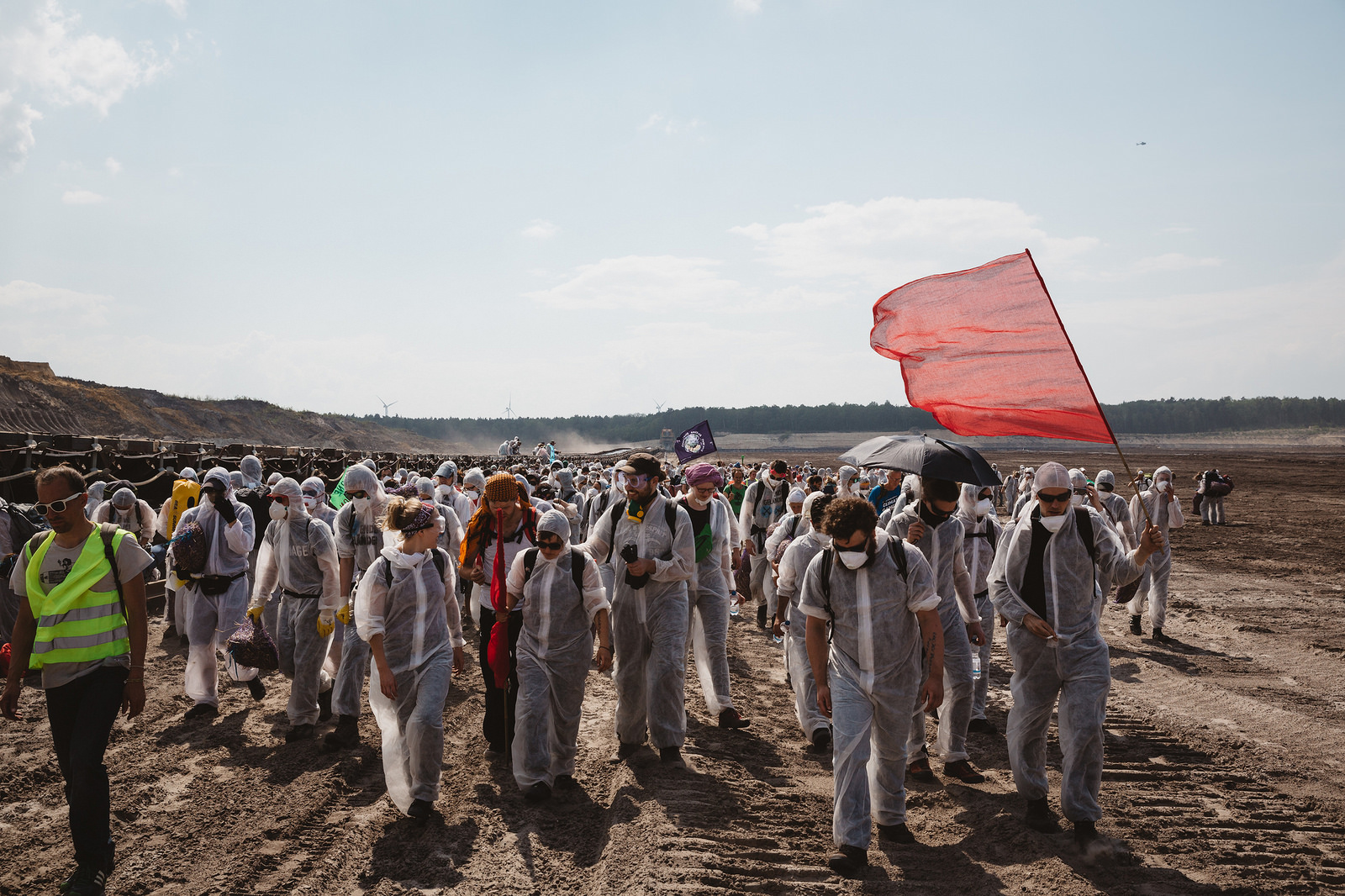

Ende Gelände 2016 fut un évènement important du mouvement de désobéissance civile Ende Gelände en Allemagne, qui visait à limiter le réchauffement climatique par l'élimination progressive des combustibles fossiles.
Du 13 au 15 mai 2016 entre 3 500 et 4 000 militants écologistes, venus de douze pays différents, ont bloqué la mine de charbon à ciel ouvert de Welzow-Süd, ainsi que la centrale à charbon Schwarze Pumpe, appartenant à Vattenfall (Spremberg).

## Contexte
Le 15 août 2015, lors de la première action d'Ende Gelände, 1 500 activistes ont bloqué la mine à ciel ouvert de Garzweiler, appartenant à RWE,.
Ende Gelände s'est formé en 2015 à la suite du regroupement de collectifs écologistes allemands, ainsi que de "personnes impliquées dans des mouvements anti-nucléaire et anti-charbon".
Les activistes de la première action Ende Gelände 2015 ont été hébergés par le camp climat " Rheinlandcamp ". En 2016, le camp " Lausitzcamp " a accueilli entre 3 500 et 4 000 militants, fournissant l'infrastructure nécessaire ainsi que le soutien .
Ende Gelände signifie en allemand "Ici et pas plus loin" . Ende Gelände 2016 s'inscrit au cours d'une vague d'actions internationale appelée "Break Free from Fossil Fuels" (Sortons des énergies fossiles) ,.
Cette action a eu de nouveau lieu en 2017, du 24 au 29 août et du 3 au 5 novembre, dans les mines à ciel ouvert de Rhénanie (pour la Conférence des Nations Unies sur les changements climatiques de 2017).

## Description
Durant les deux jours de l'action, la centrale au charbon Schwarze Pumpe (reconnue comme étant le « dixième plus grand émetteur de CO2 d'Europe ») a vu sa puissance réduite de 80 %.
La quasi-fermeture de la centrale électrique durant le week-end d'Ende Gelände a été perçue par les militants comme un grand succès. Le président du conseil d’administration de Vattenfall Europe a déclaré : « C’est une un scandale qu’une centrale électrique puisse être contrainte d'arrêter son activité à cause sous pression de la violence. Cela a des conséquences directes sur le réseau électrique allemand, cela n'affecte pas uniquement la Lusace. »
L’objectif à court terme d’Ende Gelände fut de faire arrêter les activités marchandes de Vattenfall sur la zone minière. Ende Gelände accuse la vente des mines à charbon de Lusace comme le plus gros investissement d'Europe dans la production de charbon. Selon Ende Gelände, Vattenfall aurait dû financer un plan social de sortie du charbon et couvrir les dépenses des impacts écologiques.
Après la reprise des débats au Parlement suédois, faisant directement suite à l'action de Ende Gelände, la région minière a finalement été vendue à EPH en octobre 2016. Vattenfall s'attendait à se vendre entre 2 et 3 milliards d’euros, mais a finalement dû payer 1,7 milliard à EPH pour que ce dernier prenne en charge tous les engagements (notamment écologiques) de la région. Ende Gelände avait pour devise en 2016 : « Nous sommes le risque d'investissement ».
Les organisateurs présentent Ende Gelände 2016 comme « la plus grande action de désobéissance citoyenne contre les énergies fossiles ayant été réalisée au monde ».

## Galerie de photographies

Ende Gelände 2016
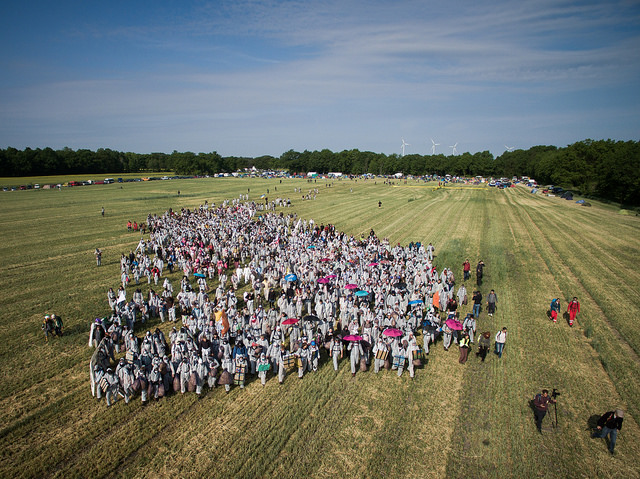
Rassemblement.
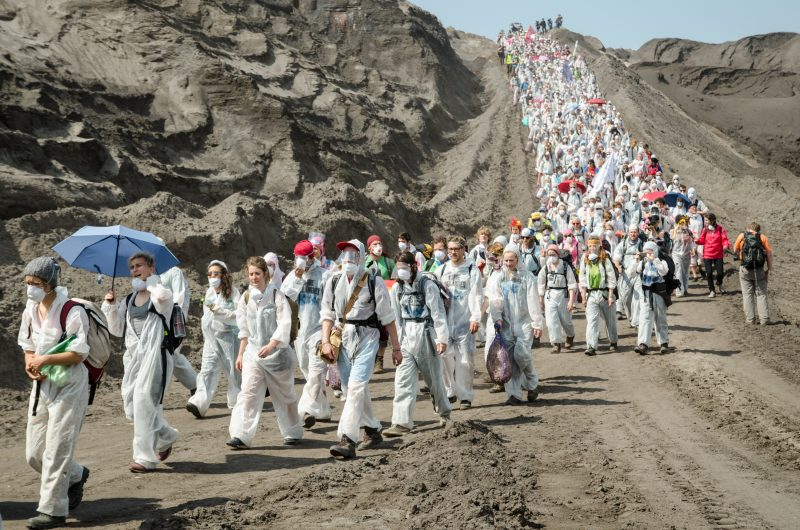
Activistes dans la mine de charbon à ciel ouvert.
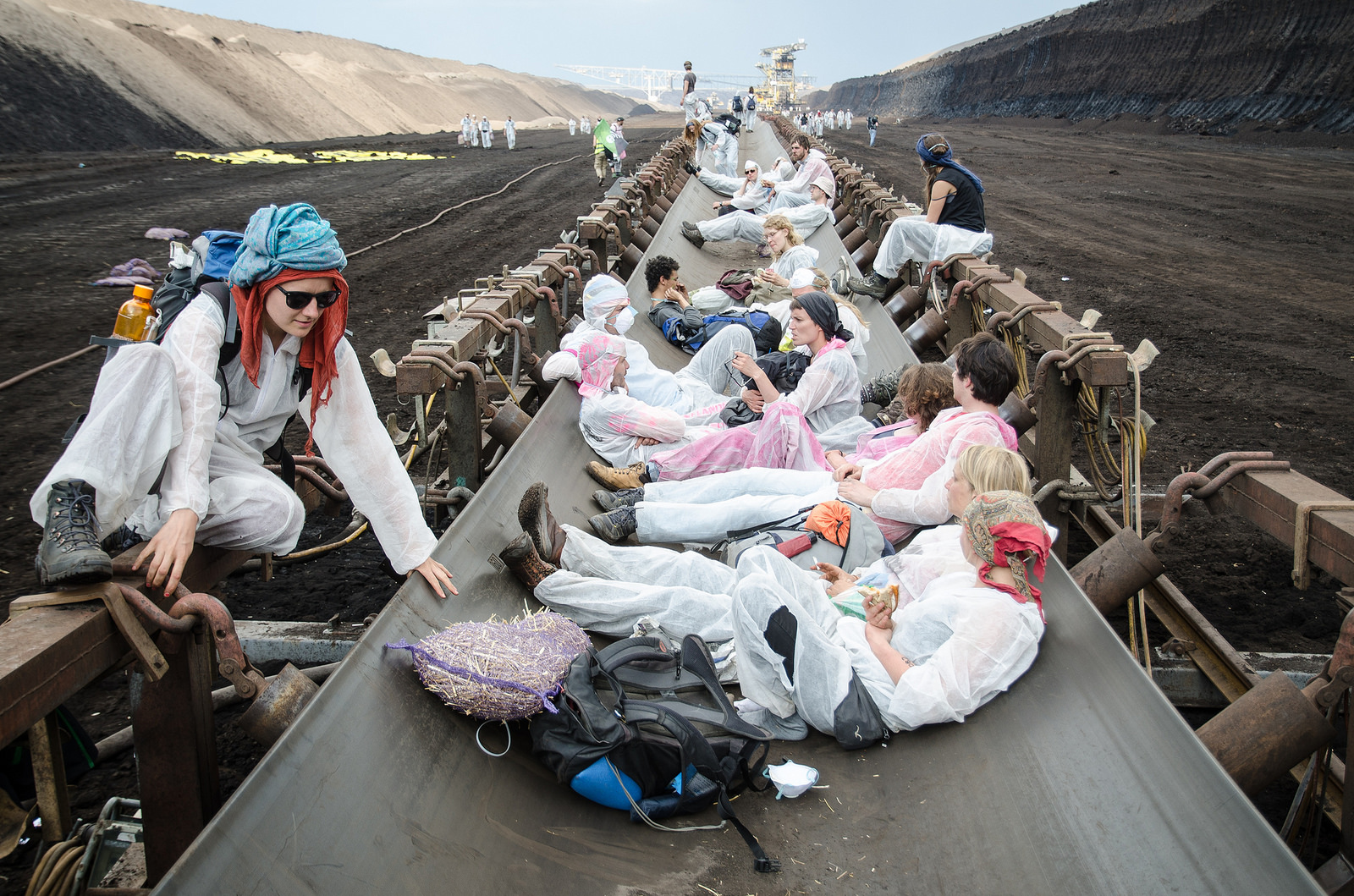
Blocage d'un tapis roulant.
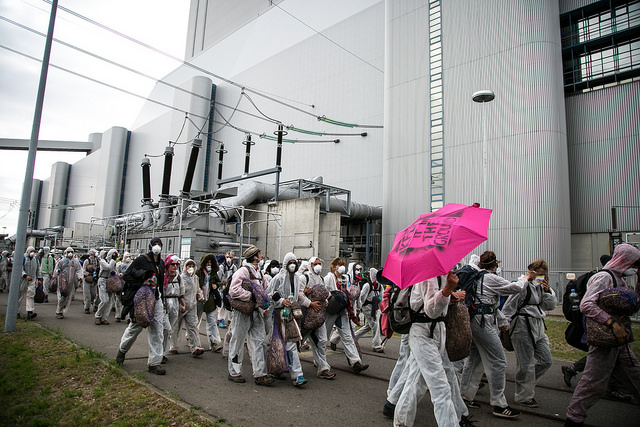
Près de la centrale.
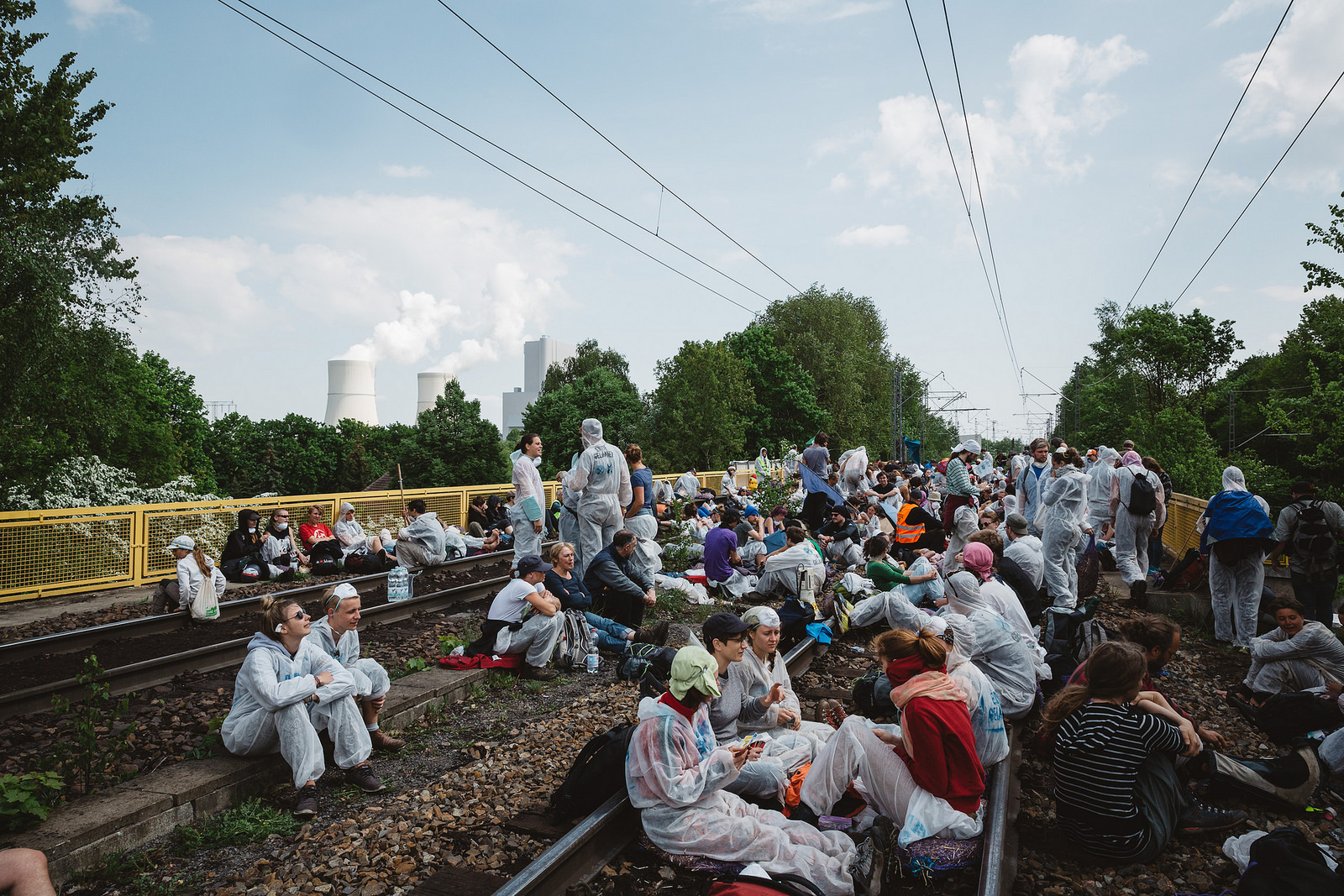
Blocage des lignes de chemin de fer menant à la mine de charbon.
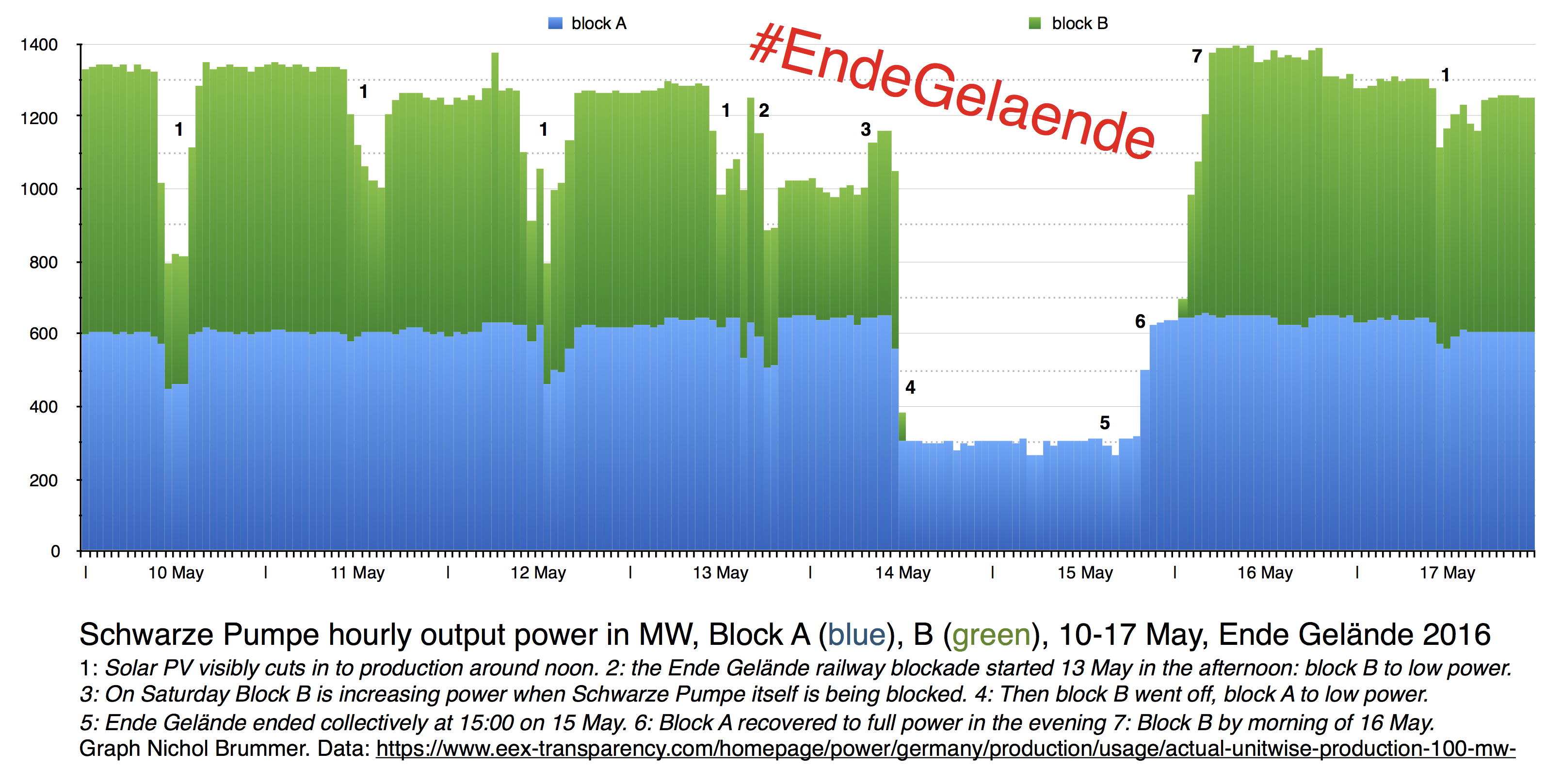
La centrale a été coupée à 20% de sa puissance pendant deux jours.